# Otte Torbjörnsson
Otte Torbjörnson Fågel, död 1475, var en svensk väpnare, häradshövding i Värmland och slottsfogde på Älvsborg, vilken under en tid som kapare plundrade skepp från Hansan i Danzig, varför han efter flera rättegångar avrättades 1475 av Sten Sture den äldre.
I juni 1454 skänkte han jord i Ullakalv i Järstads socken och i Västerlösa kyrkby till Vadstena kloster.
I mars 1473 blir han avsatt som fogde på Älvsborg och blir där ersatt av Nils Klausson (Sparre av Ellinge):
| ”                | Rådet i Stockholm meddelar rådet i Danzig att det har framfört Danzigs klagomål över Otte Torbjörnsson till herr Sten Sture, som fråntagit honom Älvsborgs slott. Det är pinsamt för herr Sten och rikets råd att Sverige har tillfogat staden Danzig skada, sådant får inte förekomma. Herr Sten och rikets råd har därom utfärdat ett brev | „ |
| – SDHK-nr: 29574 | |   |

22 augusti 1473, Kalmar: 
| ”                | Svenska riksrådet tillskriver rådet i Danzig ang. Otte Torbjörnsson. Svarar på Danzigs brev, som erhållits av Jakob Mellenbeke, att Otte skall svara inför rätta i Stockholm den 21 oktober. Då skall Danzigs borgare lämna fullständiga bevis för äganderätten till de varor, som Otte Torbjörnsson fråntagit dem. | „ |
| – SDHK-nr: 29640 | |   |

1475: Sten Sture den äldre låter avrätta den i Västsverige mycket populäre kaparhövdingen och före detta befälhavaren på Älvsborgs fästning, Otte Torbjörnsson.
Otte Torbjörnsson var gift med Margareta, dotter till Bonde Pedersson)